# Laugardalshöll
Laugardalshöll er en indendørs multiarena i Reykjavik, Island, med plads til 2.500 tilskuere ved håndboldkampe og 11.000 til koncerter. Arenaen er hjemmebane for Islands landshold i Basketball og Håndbold.